# 17才 (ハルカトミユキの曲)
「17才」は、ハルカトミユキの楽曲である。2018年11月14日にソニー・ミュージックアソシエイテッドレコーズから発売された。

## 制作
ハルカトミユキの初のアニメ主題歌である。『色づく世界の明日から』の脚本をもとに書き下ろした曲で、先にミユキが作曲してからハルカが作詞を行った。

## 音楽性
明るい曲で、ハルカトミユキの既存楽曲との相違をもつ。コードの展開のほかサビ前での転調が行われており、景色を開く表現がなされている。サビでは疾走感がある。
光と影を混ぜた楽曲で、アニメのストーリーにある青春時代の明るさと憂いが踏まえられている。
歌詞は色彩が豊かで、アニメのタイトルや映像の色彩感が作詞に反映されている。

## リリース
2018年11月14日にリリースされたが、リリース前の2018年10月6日に先行配信が開始された。

## アニメタイアップ
アニメ『色づく世界の明日から』のオープニングテーマである。アニメ仕様のミュージックビデオが制作され公開された。期間限定アニメ盤のジャケットは、アニメの主人公である月白瞳美のアップとなっている。
アニメタイアップによりハルカトミユキは新たなファンを獲得し、ライブの客層に変化があった。

## シングル収録曲
| 全作曲: ミユキ、全編曲: ハルカトミユキ、野村陽一郎。 |                                  |           |            |      |
| #                                                    | タイトル                         | 作詞      | 作曲・編曲 | 時間 |
| 1.                                                   | 「17才」                         | ハルカ    | ミユキ     | 4:33 |
| 2.                                                   | 「朝焼けはエンドロールのように」 | ハルカ    | ミユキ     | 3:42 |
| 3.                                                   | 「そんな海はどこにもない」       | 穂村弘    | ミユキ     | 3:39 |
| 合計時間:                                            | 合計時間:                        | 合計時間: | 11:54      |      |

| #         | タイトル                         | 作詞  | 作曲・編曲 | 時間 |
| --------- | -------------------------------- | ----- | ---------- | ---- |
| 1.        | 「17才」                         |       |            | 4:33 |
| 2.        | 「朝焼けはエンドロールのように」 |       |            | 3:42 |
| 3.        | 「そんな海はどこにもない」       |       |            | 3:41 |
| 4.        | 「17才」(Piano ver.)             |       |            | 4:07 |
| 合計時間: | 合計時間:                        | 16:03 |            |      |

| #  | タイトル                                                | 作詞 | 作曲・編曲 |
| -- | ------------------------------------------------------- | ---- | ---------- |
| 1. | 「「色づく世界の明日から」 オープニングアニメーション」 |      |            |

## チャート
- オリコン 最高33位[2]

## リリース日一覧
| 地域 | リリース日     | レーベル                                     | 規格  | カタログ番号 | 備考             |
| ---- | -------------- | -------------------------------------------- | ----- | ------------ | ---------------- |
| 日本 | 2018年11月14日 | ソニー・ミュージックアソシエイテッドレコーズ | CD+BD | AICL-3593/4  | 期間限定アニメ盤 |
| 日本 | 2018年11月14日 | ソニー・ミュージックアソシエイテッドレコーズ | CD    | AICL-3595    | 通常盤           |